# Första försöket
Första försöket är en tysk komedifilm från 1939 i regi av Helmut Käutner. Käutner skrev även manus efter en pjäs av Stefan Donat. Filmen förbjöds i Tyskland kort efter att den haft premiär då dåvarande utrikesministern Joachim von Ribbentrop under andra världskrigets början fann de brittiska karaktärerna i filmen alltför sympatiska. En nyinspelning gjordes 1956 med Romy Schneider i huvudrollen.

## Rollista
- Hannelore Schroth - Kitty
- Fritz Odemar - Sir Horace Ashlin
- Christian Gollong - Piet Enthousen, journalist
- Maria Nicklisch - Irene Sorel
- Max Gülstorff - Tristan de Gavard
- Paul Hörbiger - Huber
- Charlott Daudert - Mimi
- Hermann Pfeiffer - Paillot
- Hubert von Meyerinck - Carter